# Дубрівка (Ужгородський район)
Дубрі́вка (Дубровка) — село в Середнянській громаді Ужгородського району Закарпатської області, на межі Ужгородського та Мукачівського районів. Село розташоване біля річок Стара та Веля та автомобільної дороги міжнародного значення М06-E50.

## Історія
У письмових джерелах село відоме під назвою «Doboruvka» і, як свідчать археологічні дані, виникло задовго до XI ст.
1414 року село «Дубравка», як його називає джерело, належало шляхтичам з Павловців (Східна Словаччина).
У XV ст. селом володіли землевласники сім'ї Добо з Середнього. Тоді селяни користувалися 21 портою землі. 1599 року в селі нараховувалось 24 кріпосницьких господарств, господарство шолтейса, греко-католицька церква, будинки священиків. У XVII— на початку XVIII ст. кількість селянських кріпацьких дворів зменшилась до восьми.
На австрійській топографічній карті 18-го століття (карта складена у 1782—1787 р.р.) можна побачити тогочасну назву села — «Doboruvka» [Архівовано 14 липня 2017 у Wayback Machine.].

## Політика

### Парламентські вибори, 2019
На позачергових парламентських виборах 2019 року в селі функціонувала окрема виборча дільниця № 210556, розташована в приміщенні клубу.
Результати
- зареєстровано 630 виборців, явка 50,00 %, найбільше голосів віддано за «Слугу народу» — 51,77 %, за «Опозиційний блок» — 15,11 %, за Всеукраїнське об'єднання «Батьківщина» — 8,36 %[1]. В одномандатному окрузі найбільше голосів отримав Олександр Пекарь (Слуга народу) — 30,39 %, за Андрія Андріїва (самовисування) — 22,88 %, за Михайла Фединця (Єдиний центр) — 11,44 %[2].

## Храми
Храм Св. Петра і Павла
В архівних документах село Дубрівка значиться з 1417 року. У Протоколі візитації парохій Ужанського комітату єпископом Михайлом Ольшавським у 1751 році відзначається парохія с. Дубрівки, яка належала до Середнянського деканату. Храм св. Петра і Павла був дерев'яним, покритий шинглями. Стан його був задовільним. Іконостас був виконаний простим сільським маляром. Ковчег був дерев'яним, чаша для св. Причастя — цинкова. Церква мала два дзвони. Кладовище було огородженим. Церква не мала ніяких доходів. Храм мав необхідні богослужбові книги. Станом на 1805 рік проповідь відбувалася руською (русинською) мовою.
Перед входом у храм стоять три Хрести Господні. Один поставлений 1900 року дубрівчанами, які повернулися після заробітків з Америки. Другий 1914 року встановила сім'я Юрка Лаври. Ці хрести знаходилися в різник частинах села і коли радянська влада хотіла їх знищити, то вірники перенесли їх на територію церкви.
3 правого боку церкви стоїть дзвіниця ХІХ століття, яка мала два дзвони. Менший дзвін був відлитий у Будапешті у 1910 році. Більший, перевезений із с. Сторожниця, відлитий на дзвоноливарні Френца Егрі у 1921 році.
1949 року, після ліквідації Мукачівської греко-католицької єпархії, храм був переданий у користування православній громаді села. 1990 року, після легалізації діяльності греко-католицької єпархії, була відновлена і греко-католицька громада села.
| Конфесія / Рік               | 1880 | 1910 | 1921 | 1930 | 1941 |
| ---------------------------- | ---- | ---- | ---- | ---- | ---- |
| римо-католики                | 29   | 26   | 26   | 25   | 35   |
| греко-католики               | 532  | 745  | 667  | 796  | 894  |
| юдеї                         | 26   | 28   | 28   | 18   | 25   |
| реформатори                  | –    | –    | 16   | –    | 12   |
| православні                  | –    | –    | –    | 5    | –    |
| євангелісти                  | –    | –    | –    | –    | 4    |
| Загальна кількість населення | 589  | 815  | 737  | 884  | 970  |

## Пам'ятки
- Пам'ятник односельчанам-добровольцям Радянської Армії;

## Відомі уродженці
- Юрій Пазуханич — український громадсько-політичний діяч, педагог, депутат Сойму Карпатської України (1939).
- Костянтин Грабар — духовний отець, політичний діяч, третій і останній губернатор Підкарпатської Русі (1935—1938 p.p.).
- Бачинський Даниїл (ст.) — парох церкви верховних Апостолів Петра і Павла в с. Дубрівка Ужгородського р-ну.